# Riccardo De Luca
Riccardo De Luca (Roma, 22 de março de 1986) é um pentatleta italiano. 

## Carreira
De Luca representou seu país nos Jogos Olímpicos de Verão de 2016, terminando na quinta colocação.